# Квалификације за Конкакафов шампионат у фудбалу за жене 2018.
Квалификације за Конкакафов шампионат у фудбалу за жене 2018. је турнир у фудбалу које одлучује о тимовима који учествују на првенству Конкакафа у фудбалу за жене 2018.
На финалном турниру, који је одржан у Сједињеним Државама, играло је укупно осам тимова.

## Репрезентације
Учествовало је укупно 30 (од 41) репрезентација чланица Конкакафа, са три аутоматске квалификације, а преосталих 27 тимова учествовало је на регионалним квалификационим турнирима.
У табели у загради је додата светска ранг листа ФИФА за жене у марту 2018. за сваку репрезентацију (НР=Није рангирано; Н/А=Није применљиво јер нису чланице ФИФА).
| Зона                           | Носилаца | Аутоматски квалификовани                           | Тимови у квалификацијама |
| ------------------------------ | -------- | -------------------------------------------------- | --- |
| Северноамеричка зона (НАФУ)    | 3        | - Канада (4) - Мексико (25) - Сједињене Државе (1) | |
| Централноамеричка зона (УНКАФ) | 2        |                                                    | - Костарика (32) - Салвадор (НР) - Никарагва (НР) - Панама (НР) |
| Карипска зона (КФС)            | 3        |                                                    | - Ангвила (НР) - Антигва и Барбуда (НР) - Аруба (НР) - Барбадос (НР) - Бермуди (НР) - Куба (НР) - Курасао (НР) - Доминика (НР) - Доминиканска Република (НР) - Гренада (НР) - Гваделуп (N/A) - Гвајана (НР) - Хаити (НР) - Јамајка (НР) - Мартиник (Н/А) - Порторико (НР) - Сент Китс и Невис (НР) - Света Луција (НР) - Сент Винсент и Гренадини (НР) - Суринам (НР) - Тринидад и Тобаго (48) - Теркс и Кејкос (НР) - Америчка Девичанска Острва (НР) |

Белешке
- Екипе означене подебљане пласирале су се на завршни турнир.

| Северноамеричка зона (НАФУ)    | Нема |
| Централноамеричка зона (УНКАФ) | - Белизе (НР) - Гватемала (NR) - Хондурас (НР) |
| Карипска зона (КФС)            | - Бахами (НР) - Бонер (Н/А) - Британска Девичанска Острва (НР) - Кајманска Острва (НР) - Француска Гвајана (Н/А) - Монтсерат (НР) - Свети Мартин Ф (Н/А) - Свети Мартин Х (Н/А) |

Белешке
1. ↑  Острва Туркс и Кајкос је у почетку била пети тим извучен у Групу Б у првом колу Карипске зоне, али убрзо потом није ушла у групу.
2. ↑  Гватемала је суспендована од стране ФИФА у октобру 2016. и стога је била неквалификована након што је пропустила рок за пријаву 30. марта 2018..

## Формат
У свакој групи у свим колима, тимови су играли један против другог на централизованом месту.
- Централноамеричка зона: Прва два тима групе се квалификују за финални турнир.
- Карипска зона: Победници сваке групе првог кола пролазе у последњу рунду. Три најбоља тима финалне рунде квалификују се за завршни турнир.

### Нерешени резултати
Тимови се рангирају према количнику освојених бодова (3 бода за победу, 1 бод за реми, 0 поена за пораз). Пласман тимова у свакој групи утврђује се на следећи начин (прописи чланови 12.4 и 12.7.):
1. бодови добијени у свим групним утакмицама
2. гол разлика у свим утакмицама у групи
3. број постигнутих голова на свим утакмицама у групи

Ако су две или више екипа изједначене на основу горе наведена три критеријума, њихов пласман се утврђује на следећи начин:
1. бодови добијени у групним утакмицама између дотичних тимова,
2. гол разлика у групним утакмицама између дотичних тимова
3. број голова постигнутих у групним утакмицама између дотичних тимова
4. фер плеј бодови у свим утакмицама у групи:
  - први жути картон: минус 1 бод
  - индиректни црвени картон (други жути картон): минус 3 бода
  - директан црвени картон: минус 4 бода
  - жути картон и директни црвени картон: минус 5 бодова
5. извлачење жреба (Конкакаф).

## Распоред
Распоред квалификација био је следећи.
| Зона                   | Рунда         | Датум |
| ---------------------- | ------------- | --- |
| Централноамеричка зона | Групна фаза   | 27–31. август 2018 |
| Карипска зона          | Прва рунда    | - Група А: 5–13. мај 2018 - Група Б: 9–13. мај 2018 - Група Ц: 19–27. мај 2018 - Група Д: 23–27.05.2018 - Група Е: 23–27. мај 2018 |
| Карипска зона          | Завршна рунда | 25. август – 2. септембар 2018 |

## Централноамеричка зона
У зони Централне Америке, четири репрезентације чланице УНКАФа ушле су у квалификационо такмичење. Четири тима су распоређена у једну групу, а прва два тима су се квалификовала за финални турнир као представници УНКАФа.
Квалификационо такмичење је првобитно требало да се одржи у Никарагви, али је нови домаћин изабран због безбедносних разлога изазваних грађанским немирима у Никарагви.  У јулу 2018, Конкакаф је објавио да ће се све утакмице играти на ИМГ академији у Брејдентону, Флорида, Сједињене Америчке Државе.
Сва дата времена су локална, UTC-4.

| Pos | Тим       | О | П | Н | И | ГД | ГП | ГР  | Бод. | Qualification              |
| --- | --------- | - | - | - | - | -- | -- | --- | ---- | -------------------------- |
| 1   | Костарика | 3 | 3 | 0 | 0 | 18 | 2  | +16 | 9    | Конкакафов шампионат 2018. |
| 2   | Панама    | 3 | 2 | 0 | 1 | 11 | 5  | +6  | 6    | Конкакафов шампионат 2018. |
| 3   | Никарагва | 3 | 0 | 1 | 2 | 3  | 10 | −7  | 1    |                            |
| 4   | Салвадор  | 3 | 0 | 1 | 2 | 4  | 19 | −15 | 1    |                            |

| Панама                                                          | 4 : 0    | Никарагва |
| --------------------------------------------------------------- | -------- | --------- |
| - Карла Рајли 9’, 68’ - Јомира Пинзон] 49’ - Линет Седењо 90+4’ | Извештај |           |

| Костарика | 11 : 0   | Салвадор |
| --- | -------- | -------- |
| - Мелиса Ерера 5’, 45+1’, 55’ - Катерине Алварадо 9’ - Ширли Круз 19’, 21’ - Глориана Виљалобос 30’ - Ракел Родригез 36’ - Кристин Гранадос 64’ - Фабиола Виљалобос 82’ - Марија Пола Салас 84’ | Извештај |          |

| Костарика                                                                        | 4 : 1    | Никарагва            |
| -------------------------------------------------------------------------------- | -------- | -------------------- |
| - Фабиола Санчез 3’ - Ракел Родригез 61’ - Мариа Барантес 67’ - Венди Акоста 84’ | Извештај | - Дориана Агилар 71’ |

| Салвадор                                        | 2 : 6    | Панама                                                                                   |
| ----------------------------------------------- | -------- | ---------------------------------------------------------------------------------------- |
| - Дамарис Келез 38’ - Бренда Серен 45+1’ (пен.) | Извештај | - Наталија Милс 41’ - Карла Рајли 42’ - Кениа Рејнџел 58’, 69’, 90+1’ - Линет Седењо 80’ |

| Салвадор                                 | 2 : 2    | Никарагва              |
| ---------------------------------------- | -------- | ---------------------- |
| - Хенси Рамирез 18’ - Сандра Тамакас 55’ | Извештај | - Марта Силва 76’, 79’ |

| Костарика                                        | 3 : 1    | Панама               |
| ------------------------------------------------ | -------- | -------------------- |
| - Ракел Родригез 14’, 25’ - Кристин Гранадос 86’ | Извештај | - Ерика Ернандез 74’ |

## Карипска зона
У Карипској зони, 23 репрезентације чланице КФС ушле су у квалификационо такмичење које се састоји од две етапе. Све екипе су ушле у први круг, и биле су жребане у три групе од по пет екипа и две групе по четири тима. Победници сваке групе пласирали су се у финалну рунду, где су били смештени у једну групу, а прва три тима су се квалификовала за финални турнир као представници КФС.
Жреб квалификационог такмичења одржан је 27. марта 2018. у 12:00 УТЦ−4, у седишту Конкакафа у Мајами Бичу, Флорида. Доминиканска Република, Хаити, Тринидад и Тобаго, Антигва и Барбуда и Гвајана су аутоматски били носиоци у групама А–Е као домаћини сваке групе првог кола, док је преосталих 18 тимова постављено на основу рангирања Конкакафа.
| Домаћини | - Доминиканска Република (Позиција А1) - Хаити (Позиција Б1) - Тринидад и Тобаго (Позиција Ц1) - Антигва и Барбуда (Позиција Д1) - Гвајана (Позиција Е1) |
| Шешир 1  | - Јамајка - Порторико - Сент Китс и Невис - Бермуди - Света Луција                                                                                       |
| Шешир 2  | - Мартиник - Суринам - Куба - Сент Винсент и Гренадини - Америчка Девичанска Острва                                                                      |
| Шешир 3  | - Барбадос - Теркс и Кејкос - Аруба - Доминика - Курасао                                                                                                 |
| Шешир 4  | - Гренада - Ангвила - Гваделуп |

### Прво коло
Сва времена су локална, UTC-4.

#### Група А
| Pos | Тим                    | О | П | Н | И | ГД | ГП | ГР  | Бод. | Qualification |
| --- | ---------------------- | - | - | - | - | -- | -- | --- | ---- | ------------- |
| 1   | Куба                   | 4 | 3 | 1 | 0 | 22 | 3  | +19 | 10   | Финална фаза  |
| 2   | Порторико              | 4 | 2 | 2 | 0 | 17 | 2  | +15 | 8    |               |
| 3   | Доминиканска Република | 4 | 2 | 1 | 1 | 7  | 5  | +2  | 7    |               |
| 4   | Аруба                  | 4 | 1 | 0 | 3 | 2  | 20 | −18 | 3    |               |
| 5   | Ангвила                | 4 | 0 | 0 | 4 | 1  | 19 | −18 | 0    |               |

| Порторико | 10 : 0         | Ангвила |
| --- | -------------- | ------- |
| - Карина Сокарас 10’ - Селимар Паган 12’, 38’, 83’ - Микаела Кастаин 20’, 62’, 65’ - Лора Суарез 23’ - Маријана Лопез 46’ - Марсела Робинсон 85’ | Извештај (FDF) |         |

| Доминиканска Република | 1 : 5          | Куба                                                                                   |
| ---------------------- | -------------- | -------------------------------------------------------------------------------------- |
| - Алиса Овиједо 15’    | Извештај (FDF) | - Ракел Пелаез 10’, 63’ - Лилиан Перез 19’ - Марија Перез 36’ - Маристаниа Менгана 73’ |

| Куба | 11 : 0         | Аруба |
| --- | -------------- | ----- |
| - Марија перез 4’, 38’, 58’ - Јилиани Саблон 20’ - Маристаниа Менгана 29’ - Дианелис Карбонел 33’, 88’ - Сусел Масео 61’ - Ољанси Аребато 65’ - Заилин Родригез 67’ - Јаремис Фуентес 90’ | Извештај (FDF) |       |

| Порторико | 0 : 0          | Доминиканска Република |
| --------- | -------------- | ---------------------- |
|           | Извештај (FDF) |                        |

| Ангвила            | 1 : 2          | Аруба                                      |
| ------------------ | -------------- | ------------------------------------------ |
| - Колин Џонсон 71’ | Извештај (FDF) | - Никол Саладин 44’ - Доневиер Флоренс 51’ |

| Куба                                    | 2 : 2          | Порторико                                     |
| --------------------------------------- | -------------- | --------------------------------------------- |
| - Рејчел Пелаез 71’ - Лилијан Перез 82’ | Извештај (FDF) | - Карина Сокарас 15’ - [Рејчел Бланкеншип 22’ |

| Аруба | 0 : 5          | Порторико                                                                                      |
| ----- | -------------- | ---------------------------------------------------------------------------------------------- |
|       | Извештај (FDF) | - Микаела Кастаин 3’, 90’ - Адриана Тирадо 25’ - Хораина Мадуро 38’ (а.г.) - Селимар Паган 87’ |

| Доминиканска Република                           | 3 : 0          | Ангвила |
| ------------------------------------------------ | -------------- | ------- |
| - Алиса Овеидо 1’, 60’ - Шакила Ромни 50’ (а.г.) | Извештај (FDF) |         |

| Ангвила | 0 : 4          | Куба                                                              |
| ------- | -------------- | ----------------------------------------------------------------- |
|         | Извештај (FDF) | - Рејчел Пелаез 18’, 73’ - Марија Перез 33’ - Френцис Рикелме 54’ |

| Аруба | 0 : 3          | Доминиканска Република                                 |
| ----- | -------------- | ------------------------------------------------------ |
|       | Извештај (FDF) | - Дени Варгас 4’ (пен.), 36’ (пен.) - Андреа Ривас 45’ |

#### Група Б
| Поз | Екипа          | Бод | Ута | Поб | Нер | Изг | ГД | ГП | ГР  |
| --- | -------------- | --- | --- | --- | --- | --- | -- | -- | --- |
| 1.  | Јамајка        | 7   | 3   | 2   | 1   | 0   | 18 | 2  | +16 |
| 2.  | Хаити          | 7   | 3   | 2   | 1   | 0   | 15 | 2  | +13 |
| 3.  | Мартиник       | 3   | 3   | 1   | 0   | 2   | 3  | 5  | -2  |
| 4.  | Гваделуп       | 0   | 3   | 0   | 0   | 3   | 0  | 27 | -27 |
| 5.  | Теркс и Кејкос | 0   | 0   | 0   | 0   | 0   | 0  | 0  | 0   |

| Јамајка | 13 : 0   | Гваделуп |
| --- | -------- | -------- |
| - Кадија Шау 4’, 37’, 42’, 45’, 62’, 73’ - Дебнеиша Блеквуд 23’ - Коња Пламер 32’ - Доминик Бонд-Фласа 43’, 71’ - Гизел Вашингтон 61’, 79’ - Кевена Рејд 83’ | Извештај |          |

| Хаити                                   | 2 : 0    | Мартиник |
| --------------------------------------- | -------- | -------- |
| - Доња Саломон-Али 3’ - Бачеба Луис 15’ | Извештај |          |

| [[Женска фудбалска репрезентација Мартиника {{{altlink2}}}\|Мартиник]] | 0 : 3    | Јамајка                                               |
| ---------------------------------------------------------------------- | -------- | ----------------------------------------------------- |
|                                                                        | Извештај | - Чињелу Ашер 60’ - Труди Картер 70’ - Кадија Шау 75’ |

| Гваделуп | 0 : 11   | Хаити |
| -------- | -------- | --- |
|          | Извештај | - Роселин Елисент 3’, 12’, 14’ - Микерлин Сент-Феликс 31’, 34’, 45+2’, 45+3’, 51’ - Бачеба Луис 38’ - Мелиса Дасиус 75’ - Шерли Жуди 90’ |

| Гваделуп | 0 : 3    | Мартиник                                      |
| -------- | -------- | --------------------------------------------- |
|          | Извештај | - Приска карин 5’ - Жоан Жило 53’ - Полин 58’ |

| Јамајка                                    | 2 : 2    | Хаити                                |
| ------------------------------------------ | -------- | ------------------------------------ |
| - Труди Картер 44’ - Кадија Шау 66’ (пен.) | Извештај | - Мелчи Думонај 24’ - Шерли Жуди 43’ |

#### Група Ц
| Pos | Тим                        | О | П | Н | И | ГД | ГП | ГР  | Бод. | Qualification |
| --- | -------------------------- | - | - | - | - | -- | -- | --- | ---- | ------------- |
| 1   | Тринидад и Тобаго          | 4 | 3 | 1 | 0 | 27 | 1  | +26 | 10   | Финална фаза  |
| 2   | Сент Китс и Невис          | 4 | 3 | 1 | 0 | 20 | 2  | +18 | 10   |               |
| 3   | Доминика                   | 4 | 1 | 1 | 2 | 5  | 6  | −1  | 4    |               |
| 4   | Америчка Девичанска Острва | 4 | 1 | 0 | 3 | 3  | 20 | −17 | 3    |               |
| 5   | Гренада                    | 4 | 0 | 1 | 3 | 1  | 27 | −26 | 1    |               |

| Доминика              | 1 : 2    | Сент Китс и Невис       |
| --------------------- | -------- | ----------------------- |
| - Ромелсија Филип 10’ | Извештај | - Бритни Лоренс 8’, 11’ |

| Тринидад и Тобаго | 10 : 0   | Америчка Девичанска Острва |
| --- | -------- | -------------------------- |
| - Патрис Супервил 15’ - Марја Шејд 20’, 40’, 81’, 90’ - Карин Форбс 37’ - Таша Ст. Луис 39’ - Џанел Канингам 45’ - Џонсон 60’ - Кејтлин Виатер 73’ (а.г.) | Извештај |                            |

| Америчка Девичанска Острва                                 | 3 : 0    | Гренада |
| ---------------------------------------------------------- | -------- | ------- |
| - Маја Рајт 74’ - Бјанка Канизио 89’ - Тамика Агилар 90+2’ | Извештај |         |

| Доминика | 0 : 3    | Тринидад и Тобаго                                        |
| -------- | -------- | -------------------------------------------------------- |
|          | Извештај | - Џанел Канингам 5’ - Реа Белгрејв 37’ - Карин Форбс 54’ |

| Сент Китс и Невис | 10 : 0 | Гренада |
| --- | ------ | ------- |
| - Клоеј Уденберг 6’, 19’, 71’ - Фоенетиа Брауни 9’, 52’ - Бритни Лоренс 40’, 73’, 85’ - Ијанла Бејли-Вилијамс 86’ - Л. Вилкинсон 89’ |        |         |

| Америчка Девичанска Острва | 0 : 3 | Доминика                                 |
| -------------------------- | ----- | ---------------------------------------- |
|                            |       | - Франсис 23’ - Ромелсија Филип 49’, 88’ |

| Гренада    | 1 : 1    | Доминика              |
| ---------- | -------- | --------------------- |
| - Џорџ 64’ | Извештај | - Ромелсија Филип 29’ |

| Тринидад и Тобаго   | 1 : 1    | Сент Китс и Невис           |
| ------------------- | -------- | --------------------------- |
| - Таша Ст. Луис 79’ | Извештај | - Фоенетиа Брауни 3’ (пен.) |

| Сент Китс и Невис                                                                                       | 7 : 0    | Америчка Девичанска Острва |
| --- | -------- | -------------------------- |
| - Фоенетиа Брауни 27’, 38’, 52’ - Ариел Фернандез 46’ - Франсис 57’ - Спрингер 70’ - Клоеј Уденберг 83’ | Извештај |                            |

| Гренада | 0 : 13   | Тринидад и Тобаго |
| ------- | -------- | --- |
|         | Извештај | - Johnson 10’ - Џанел Канингам 13’ - Марја Шејд 33’, 82’ - Таша Ст. Луис 42’, 90+2’ - Алаја Принс 43’, 88’, 90’ - Џонел Като 45’, 54’ - Џанин Франсо 51’, 80’ |

#### Група Д
| Pos | Тим                      | О | П | Н | И | ГД | ГП | ГР | Бод. | Qualification |
| --- | ------------------------ | - | - | - | - | -- | -- | -- | ---- | ------------- |
| 1   | Антигва и Барбуда        | 3 | 3 | 0 | 0 | 5  | 0  | +5 | 9    | Финална фаза  |
| 2   | Света Луција             | 3 | 2 | 0 | 1 | 4  | 3  | +1 | 6    |               |
| 3   | Курасао                  | 3 | 1 | 0 | 2 | 2  | 5  | −3 | 3    |               |
| 4   | Сент Винсент и Гренадини | 3 | 0 | 0 | 3 | 1  | 4  | −3 | 0    |               |

| Света Луција                           | 2 : 1 | Курасао              |
| -------------------------------------- | ----- | -------------------- |
| - Елајса Маркис 30’ - Лајла Лионел 58’ |       | - Саманта Статиа 55’ |

| Антигва и Барбуда | 1 : 0 | Сент Винсент и Гренадини |
| ----------------- | ----- | ------------------------ |
| - Џејмс 69’       |       |                          |

| Сент Винсент и Гренадини | 1 : 2    | Света Луција                        |
| ------------------------ | -------- | ----------------------------------- |
| - Дари-Ен Данкан 74’     | Извештај | - Силви Вили 5’ - Кресилда Кокс 88’ |

| Курасао | 0 : 3    | Антигва и Барбуда                                  |
| ------- | -------- | -------------------------------------------------- |
|         | Извештај | - Марли Џарвис 49’ - Симон-Понте 60’ - Хамфрис 79’ |

| Курасао              | 1 : 0    | Сент Винсент и Гренадини |
| -------------------- | -------- | ------------------------ |
| - Ресмарли Токај 52’ | Извештај |                          |

| Света Луција | 0 : 1    | Антигва и Барбуда |
| ------------ | -------- | ----------------- |
|              | Извештај | - Едвардс 2’      |

#### Група Е
| Pos | Тим      | О | П | Н | И | ГД | ГП | ГР | Бод. | Qualification |
| --- | -------- | - | - | - | - | -- | -- | -- | ---- | ------------- |
| 1   | Бермуди  | 3 | 2 | 1 | 0 | 6  | 4  | +2 | 7    | Финална фаза  |
| 2   | Гвајана  | 3 | 1 | 2 | 0 | 8  | 3  | +5 | 5    |               |
| 3   | Барбадос | 3 | 1 | 1 | 1 | 4  | 4  | 0  | 4    |               |
| 4   | Суринам  | 3 | 0 | 0 | 3 | 2  | 9  | −7 | 0    |               |

| Барбадос                                | 2 : 1 | Суринам       |
| --------------------------------------- | ----- | ------------- |
| - Кајтлин Педмор 2’ - Фелиша Џарвис 40’ |       | - Хугдорп 20’ |

| Гвајана                             | 2 : 2 | Бермуди         |
| ----------------------------------- | ----- | --------------- |
| - Бриан Деса 7’ - Камео Хазлвуд 58’ |       | - Lindo 5’, 16’ |

| Бермуди                                      | 3 : 2    | Барбадос                                 |
| -------------------------------------------- | -------- | ---------------------------------------- |
| - Акејла Фурберт 17’ - Линдо 68’ - Дерел 74’ | Извештај | - Фелиша Џарвис 32’ - Кајтлин Педмор 89’ |

| Суринам               | 1 : 6    | Гвајана                                                                                                |
| --------------------- | -------- | --- |
| - Сабрина Ригтерс 38’ | Извештај | - Бритни Персауд 40’, 67’ - Бриана Деса 45’ - Калајг Копланд 58’ - Сидни Каминга 65’ - Тианди Смит 88’ |

| Суринам | 0 : 1    | Бермуди              |
| ------- | -------- | -------------------- |
|         | Извештај | - Акејла Фурберт 41’ |

| Барбадос | 0 : 0    | Гвајана |
| -------- | -------- | ------- |
|          | Извештај |         |

### Финална фаза
Конкакаф је 7. јуна 2018. објавио да ће Јамајка бити домаћин последње фазе.
Све сатнице су локалне, UTC−5.

| Pos | Тим               | О | П | Н | И | ГД | ГП | ГР  | Бод. | Qualification              |
| --- | ----------------- | - | - | - | - | -- | -- | --- | ---- | -------------------------- |
| 1   | Јамајка           | 4 | 4 | 0 | 0 | 23 | 2  | +21 | 12   | Конкакафов шампионат 2018. |
| 2   | Тринидад и Тобаго | 4 | 3 | 0 | 1 | 12 | 6  | +6  | 9    | Конкакафов шампионат 2018. |
| 3   | Куба              | 4 | 2 | 0 | 2 | 12 | 9  | +3  | 6    | Конкакафов шампионат 2018. |
| 4   | Бермуди           | 4 | 1 | 0 | 3 | 5  | 9  | −4  | 3    |                            |
| 5   | Антигва и Барбуда | 4 | 0 | 0 | 4 | 0  | 26 | −26 | 0    |                            |

| Куба                                         | 2 : 3    | Тринидад и Тобаго            |
| -------------------------------------------- | -------- | ---------------------------- |
| - Јенифер Рамос 23’ - Маристаниа Менгана 83’ | Извештај | - Кајла Тајлор 20’, 51’, 55’ |

| Јамајка | 9 : 0    | Антигва и Барбуда |
| --- | -------- | ----------------- |
| - Кристина Чанг 2’ (пен.) - Труди Картер 6’ - Кадија Шау 9’, 48’, 53’ - Денеиша Блеквуд 27’ - Ешли Шим 65’ - Марло Светмен 68’, 73’ | Извештај |                   |

| Антигва и Барбуда | 0 : 7    | Куба                                                                                             |
| ----------------- | -------- | ------------------------------------------------------------------------------------------------ |
|                   | Извештај | - Марија перез 8’, 56’ - Лилиан Перез 25’, 64’ - Ракел Пелаез 67’, 78’ - Дианелис Карбонел 90+1’ |

| Бермуди | 0 : 4    | Јамајка                                                                       |
| ------- | -------- | ----------------------------------------------------------------------------- |
|         | Извештај | - Труди Картер 17’ - Коња Пламер 32’ - Кадија Шоу 61’ - Гизел Вашингтон 90+1’ |

| Тринидад и Тобаго                                                                        | 5 : 0    | Антигва и Барбуда |
| ---------------------------------------------------------------------------------------- | -------- | ----------------- |
| - Жанин Франсоа 4’ - Кајла Тајлор 16’, 39’ - Таша Ст. Луис 30’ (пен.) - Кења Корднер 65’ | Извештај |                   |

| Куба                                  | 2 : 0    | Бермуди |
| ------------------------------------- | -------- | ------- |
| - Лилиан Перез 31’ - Марија Перез 52’ | Извештај |         |

| Антигва и Барбуда | 0 : 5    | Бермуди                                                                     |
| ----------------- | -------- | --------------------------------------------------------------------------- |
|                   | Извештај | - Акејла Фурбер 14’ - Ниа Кристофер 44’ - Дарел 76’, 81’ (пен.) - Линдо 87’ |

| Тринидад и Тобаго  | 1 : 4    | Јамајка                                                        |
| ------------------ | -------- | -------------------------------------------------------------- |
| - Кајла Тајлор 10’ | Извештај | - Гисел Вашингтон 70’ - Кадија Шау 79’, 89’ - Џоди Браун 90+2’ |

| Бермуди | 0 : 3    | Тринидад и Тобаго                          |
| ------- | -------- | ------------------------------------------ |
|         | Извештај | - Кајла Тајлор 12’ - Кења Корднер 57’, 87’ |

| Јамајка                                                                                 | 6 : 1    | Куба                 |
| --------------------------------------------------------------------------------------- | -------- | -------------------- |
| - Чињелу Ашер 19’, 70’ - Кадија Шау 20’, 38’ - Лорен Силвер 32’ - Џоди Браун 34’ (пен.) | Извештај | - Марија Перез 90+3’ |

## Квалификовани тимови
На завршни турнир се пласирало следећих осам екипа.
| Екипа             | Квалификована као                   | Квалификован на    | Претходни наступи на Конкакафовом шампионату у фудбалу за жене1 |
| ----------------- | ----------------------------------- | ------------------ | --------------------------------------------------------------- |
| Канада            | Аутоматски квалификоване            | N/A                | 8 (1991, 1993, 1994, 1998, 2000, 2002, 2006, 2010)              |
| Мексико           | Аутоматски квалификоване            | N/A                | 8 (1991, 1994, 1998, 2000, 2002, 2006, 2010, 2014)              |
| Сједињене Државе  | Аутоматски квалификоване & домаћини | N/A                | 8 (1991, 1993, 1994, 2000, 2002, 2006, 2010, 2014)              |
| Костарика         | Централноамеричка зона прва два     | 29. август 2018.   | 6 (1991, 1998, 2000, 2002, 2010, 2014)                          |
| Панама            | Централноамеричка зона прва два     | 29. август 2018.   | 2 (2002, 2006)                                                  |
| Јамајка           | Карипска зона прва три              | 31. август 2018.   | 5 (1991, 1994, 2002, 2006, 2014)                                |
| Тринидад и Тобаго | Карипска зона прва три              | 31. август 2018.   | 9 (1991, 1993, 1994, 1998, 2000, 2002, 2006, 2010, 2014)        |
| Куба              | Карипска зона прва три              | 2. септембар 2018. | 0 (први пут)                                                    |

1 Подебљано означава шампионе за ту годину. Курзив означава домаћине за ту годину.

## Стрелци
Укупно је постигнуто  261 голова у 54 утакмица, с просеком од 4.83 гола по утакмици.
16 голова
- Кадија Шау

9 голова
- Марија Перез

7 голова
- Рачел Пелаез
- Кајла Тајлор

6 голова
- Фоенетија Браун
- Мараја Шејд

5 голова
- Лилијан Перез
- Микерлине Сент-Феликс
- Микаела Кастаин
- Бритни Лоренс
- Таша Ст. Луис

## Белешке
1. ↑  Утакмица је првобитно требала да почне у 19:30, али је одложена због нестанка струје.[12]